# Desertec
Desertec — немецкий проект по построению крупнейшей в мире системы солнечных электростанций в Сахаре, с возможным участием в строительстве испанского концерна СОЛАР РАС (SOLAR RAS), стоимостью порядка 400 миллиардов евро.
Воплотить эту задумку в жизнь были намерены около двадцати немецких компаний, создавшие в 2009 году консорциум, который займется привлечением инвестиций в проект Desertec. В рамках проекта планировалось расположить солнечные энергоустановки в нескольких странах региона, где наблюдается политическая стабильность. К Desertec присоединятся Италия и Испания; интерес к проекту также проявили и в Северной Америке.
Подробный план действий представители немецких компаний обещали подготовить через пару лет. По их словам, с технологической точки зрения проект вполне реален. Предполагалось, что Desertec обеспечит не менее 15 % потребностей Европы в электроэнергии. После запуска энергоустановок на полную мощность Desertec смог бы вырабатывать до 100 гигаватт экологически чистой энергии. Для сравнения, такое же количество производят 100 обычных электростанций. Первая «африканская» электроэнергия должна была начать поступать в дома европейцев в течение десяти лет после начала проекта.
В конце 2012 года из консорциума вышли крупные компании Siemens и Bosch, к маю 2013 года проект стали считать близким к провалу. Одной из главных причин, которую изначально не предвидели организаторы проекта, называется политическая и социальная нестабильность в Тунисе, Ливии и Египте, вызванная Арабской весной.

## Организации, этапы и мероприятия

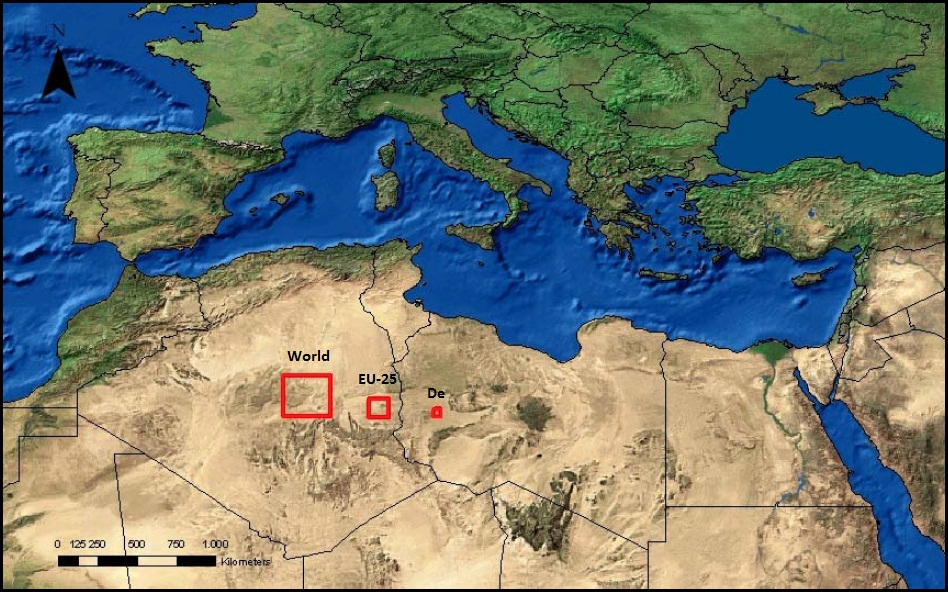
Красные квадраты представляют собой площадь, которой было бы достаточно для солнечных электростанций для производства электроэнергии, потребляемой сегодня в мире, в Европе (EU-25) и Германии (De).
Данные предоставлены Немецким аэрокосмическим центром (DLR), 2005 г.

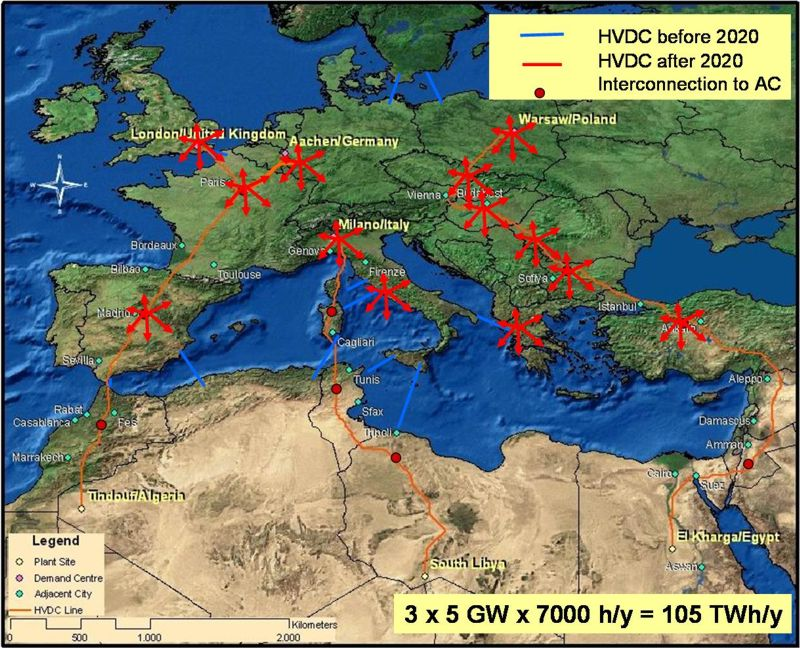
Исследование Немецкого аэрокосмического центра (DLR) существующих и гипотетических линий электропередачи HVDC.

### Dii GmbH

#### Консорциум
По состоянию на 2014 год Dii включал в себя 20 акционеров и 17 ассоциированных членов.
- ABB
- Abengoa Solar
- ACWA Power
- Cevital
- Deutsche Bank
- Enel Green Power
- E.ON
- First Solar
- Flagsol
- HSH Nordbank
- Munich Re
- Nareva
- Red Eléctrica de España
- RWE
- Avancis
- Schott Solar
- Terna
- Terna Energy SA
- UniCredit
- State Grid Corporation of China

## Технологии

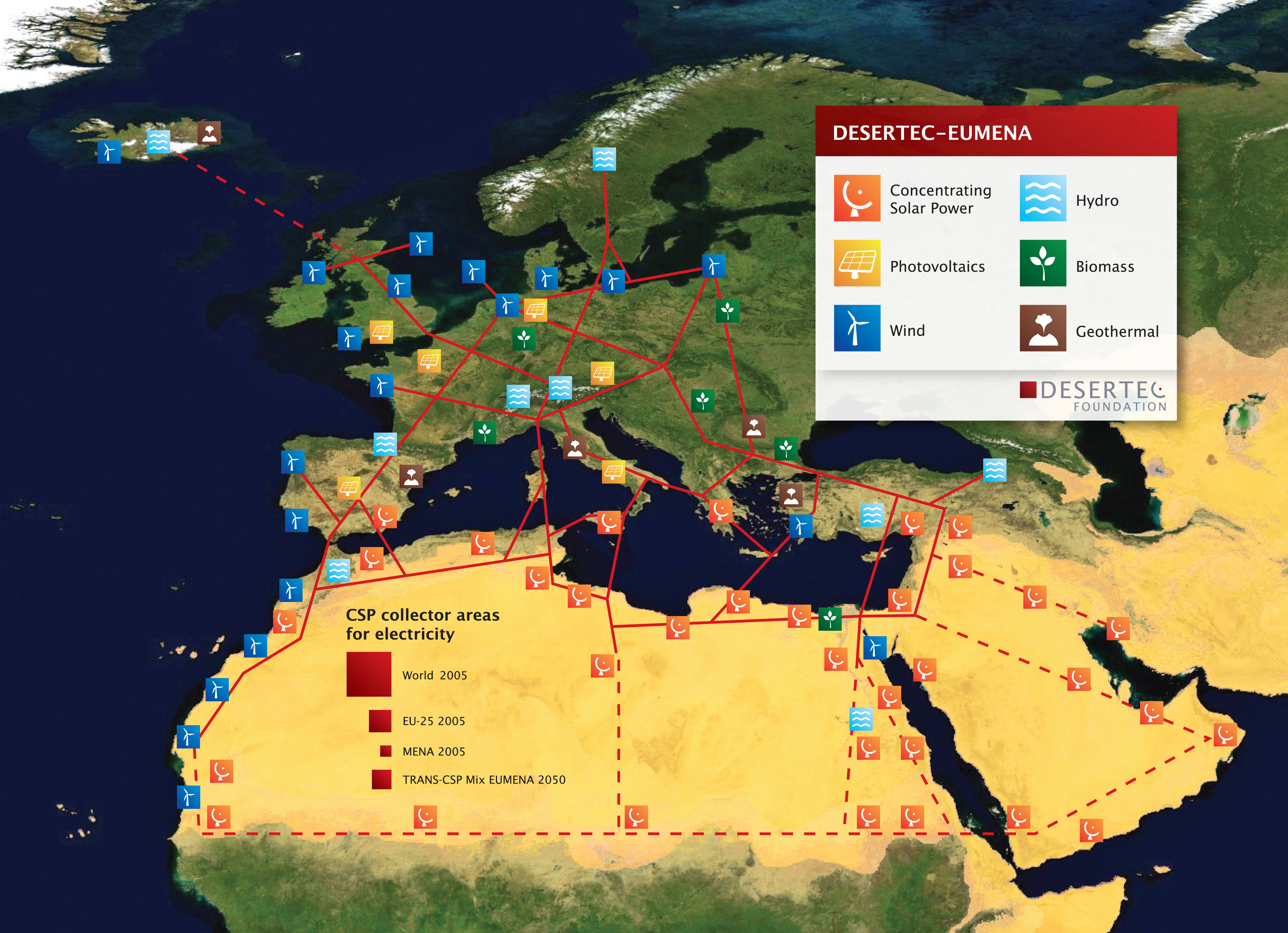
Набросок возможной инфраструктуры

Существующие линии
Строящиеся линии
Проекты линий

## Проекты

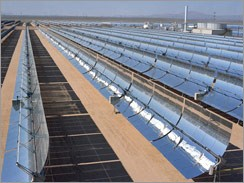
Параболические зеркала

## Подробности концепции

### Исследования

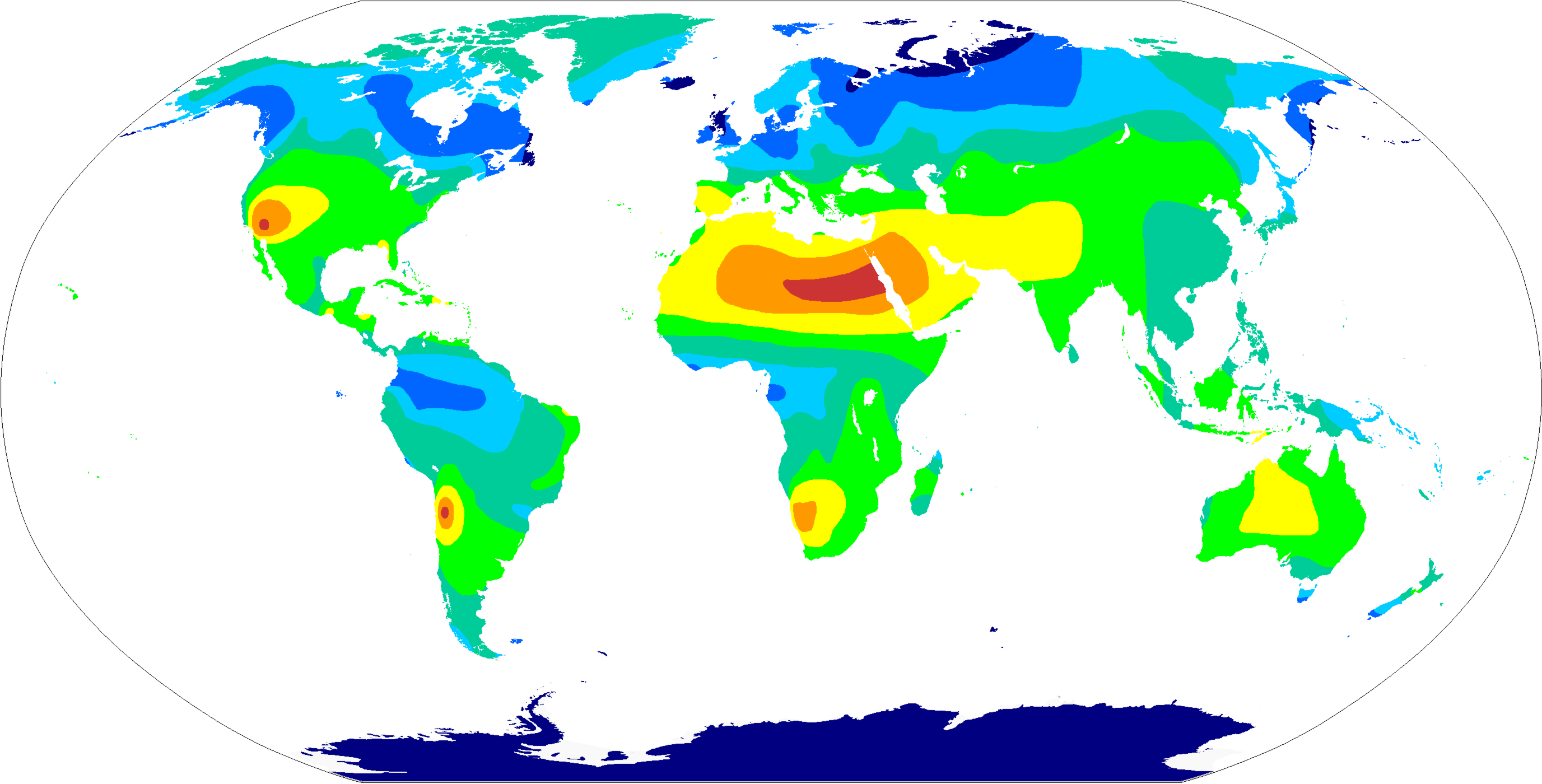
Ежегодное количество солнечных часов

| < 1200 час 1200-1600 час 1600-2000 час 2000-2400 час | 2400-3000 час 3000-3600 час 3600-4000 час > 4000 час |